# Cyphocarpus innocuus
Cyphocarpus innocuus är en klockväxtart som beskrevs av Noel Yvri Sandwith. Cyphocarpus innocuus ingår i släktet Cyphocarpus, och familjen klockväxter. Inga underarter finns listade i Catalogue of Life.